# Взятие Гудермеса (1999)
Взятие Гудермеса в 1999 году произошло мирно, как следствие соглашения Ахмата Кадырова с российскими властями. После объявления им города Гудермес и окрестных селений свободными от ваххабизма. Аслан Масхадов сделал попытку удержать территории под контролем, послав туда отряд боевиков. Однако они не были пропущены в город. Мирному занятию города способствовали действия заместителя директора ФСБ Германа Угрюмова.
29 октября одной из групп спецназа удалось выявить район, где размещалось около 60 боевиков и 12 автомашин. Огнём артиллерии все они были уничтожены. В ночь с 9 на 10 ноября группа боевиков численностью 60—70 человек попыталась прорваться из заблокированного Гудермеса. В ходе шестичасового боя боевики потеряли 53 человека убитыми. Российскими войсками было захвачено большое количество трофеев.